# Goodacre (månekrater)
Goodacre er et nedslagskrater på Månen. Det befinder sig i det forrevne sydlige højland på Månens forside og er opkaldt efter den britiske selenograf Walter Goodacre (1856-1938).
Navnet blev officielt tildelt af den Internationale Astronomiske Union (IAU) i 1935. 

## Omgivelser
Goodacrekrateret ligger forbundet med den nord-nordøstlige yderside af Gemma Frisius-krateteret, som er et stærkt nedslidt og meget større krater. Omkring to kraterdiametre mod nord ligger Pontanuskrateret.

## Karakteristika
Goodacres ydre rand er eroderet er mindre nedslag og er stærkt beskadiget i den sydlige del. Det noget forvredne satellitkrater Goodacre G ligger over de sammenfaldende rande af Goodacre and Gemma Frisius. Den indre kraterbund har en lille central høj, og der ligger et lille krater nær den nordlige væg. Spor af strålemateriale fra Tychokrateret ligger langs den sydvestlige rand og danner en lang, tjavset linje, som krydser den centrale top.

## Satellitkratere
De kratere, som kaldes satellitter, er små kratere beliggende i eller nær hovedkrateret. Deres dannelse er sædvanligvis sket uafhængigt af dette, men de får samme navn som hovedkrateret med tilføjelse af et stort bogstav. På kort over Månen er det en konvention at identificere dem ved at placere dette bogstav på den side af satellitkraterets midte, som ligger nærmest hovedkrateret. Goodacrekrateret har følgende satellitkratere:
| Goodacre | Længde  | Bredde  | Diameter |
| -------- | ------- | ------- | -------- |
| B        | 31,8° S | 13,7° Ø | 9 km     |
| C        | 32,3° S | 14,2° Ø | 5 km     |
| D        | 33,4° S | 15,0° Ø | 8 km     |
| E        | 32,9° S | 15,5° Ø | 6 km     |
| F        | 31,9° S | 14,6° Ø | 5 km     |
| G        | 33,3° S | 13,9° Ø | 16 km    |
| H        | 32,8° S | 16,1° Ø | 4 km     |
| K        | 30,9° S | 13,5° Ø | 11 km    |
| P        | 34,0° S | 16,7° Ø | 22 km    |

## Måneatlas
- Billeder af Goodacrekrateret i LPI-måneatlasset
- USGS-kort